# Giác quan thứ sáu (phim)
Giác quan thứ sáu (tiếng Anh: The Sixth Sense) là một bộ phim có yếu tố siêu nhiên, kinh dị và giật gân của Mỹ năm 1999 do M. Night Shyamalan đạo diễn và viết kịch bản. Bộ phim kể về một cậu bé có vấn đề về tâm lý sống tại Philadelphia, Pennsylvania và một bác sĩ tâm lý trẻ em cố gắng chữa bệnh cho cậu bé. Bộ phim đã khẳng định tên tuổi của Shyamalan trên tư cách đạo diễn và biên kịch, qua đó giới thiệu đặc điểm làm phim của ông đến công chúng điện ảnh, đặc biệt là những kết thúc bất ngờ.
Do Hollywood Pictures công chiếu vào ngày 6 tháng 8 năm 1999, Giác quan thứ sáu đã nhận được phản hồi tích cực; các nhà phê bình đánh giá cao phần diễn xuất (đặc biệt là của Osment, Collette và Willis), bầu không khí trong phim và cái kết bất ngờ. Đây cũng là phim có doanh thu cao thứ hai trong năm 1999 (sau Chiến tranh giữa các vì sao: Tập I – Hiểm họa bóng ma), thu về khoảng 293 triệu USD nội địa và 672 triệu USD toàn cầu. Phim còn nhận sáu đề cử giải Oscar, bao gồm Phim hay nhất, đạo diễn xuất sắc nhất cho Shyamalan, kịch bản gốc xuất sắc nhất, nam phụ xuất sắc nhất cho Osment và nữ phụ xuất sắc nhất cho Toni Collette.

## Nội dung
Bộ phim bắt đầu với cảnh Bác sĩ Malcolm Crowe (Bruce Willis), một nhà nghiên cứu tâm lý trẻ em nổi tiếng, trở về nhà với vợ, Anna Crowe (Olivia Williams), sau khi được vinh danh vì những công lao trong việc giúp đỡ những đứa trẻ. Hai người phát hiện ra rằng không chỉ có họ ở trong nhà. Một người thanh niên gần như trần truồng với vẻ mặt hoảng sợ tên là Vincent Gray (Donnie Wahlberg) xuất hiện trước cửa nhà tắm với một khẩu súng. Anh ta nói "Tôi không muốn phải sợ thêm nữa". Cole, một nhân vật chính trong phim, sau này cũng nói như vậy. Vincent nói Malcolm đã không giúp anh ta, và Malcolm nhận ra rằng Vincent là một bệnh nhân cũ của mình. Malcolm đã từng điều trị chứng hoang tưởng cho anh ta khi còn là một đứa trẻ. Vincent đã kết tội Malcolm vì không giúp được anh ta, sau đó bắn vào bụng Malcolm rồi tự tử. Cảnh phim mờ dần với hình ảnh Anna đang cố giúp chồng mình chữa vết thương.
Mùa thu năm sau, Malcolm điều trị cho một cậu bé khác, Cole Sear (Haley Joel Osment) lên 9 tuổi, với triệu chứng như Vincent. Malcolm bắt tay vào điều trị cho cậu bé mặc dù vẫn bị ám ảnh sau sai lầm đối với Vincent. Trong lúc đó, ông bắt đầu xao nhãng đối với Anna, họ trở nên xa cách hơn. Malcolm đã có được sự tin tưởng của Cole. Cole nói với ông một bí mật là cậu có thể nhìn thấy người chết. Ban đầu Malcolm nghi ngờ điều này, nhưng cuối cùng ông đã tin Cole nói sự thật, và Vincent có thể cũng có khả năng như Cole. Ông đề nghị Cole nói chuyện với những bóng ma, tìm hiểu mục đích của họ và giúp đỡ họ. Cole không tin những điều Malcolm nói vì các bóng ma luôn dọa cậu bé. Tuy nhiên sau đó Cole đã thử nói chuyện với họ.
Cole đã nói chuyện với hồn ma của một cô bé, Kyra Collins (Mischa Barton), người xuất hiện trong phòng ngủ của cậu với vẻ đau ốm. Cậu đã tìm đến nhà của Kyra. Lúc đó đám tang của cô bé đang được tiến hành. Hồn ma của Kyra đưa cho Cole một cuốn băng, sau đó Cole đưa nó cho bố của Kyra. Cuộn băng ghi lại cảnh dì của Kyra đầu độc cô bé. Sau đó Cole đã nói với mẹ của cậu, Lynn Sear (Toni Collette), về khả năng của mình. Mẹ của Cole đã tin cậu và tình cảm giữa họ trở nên thắm thiết hơn.
Malcolm trở về nhà, ông thấy Anna đang ngủ trên chiếc đi văng và bật băng ghi hình ngày cưới của họ. Malcolm nhớ lại Cole đã khuyên ông nên nói chuyện với vợ lúc cô ấy ngủ, đó là cách cô ấy sẽ lắng nghe. Sau đó Malcolm đã nói chuyện với Anna và phát hiện ra một điều không ngờ: Chính ông là người đã chết. Thật ra ông đã chết sau phát súng của Vincent. Ông đã là hồn ma suốt thời gian bên cạnh Cole. Malcolm nói lời yêu thương với Anna lần cuối rồi tan biến trong ánh sáng.

## Diễn viên
- Bruce Willis vai Bác sĩ Malcolm Crowe
- Haley Joel Osment vai Cole Sear
- Toni Collette vai Lynn Sear
- Olivia Williams vai Anna Crowe
- Donnie Wahlberg vai Vincent Grey
- Glenn Fitzgerald vai Sean
- Mischa Barton vai Kyra Collins
- Trevor Morgan vai Tommy Tammisimo
- Bruce Norris vai Ông Stanley Cunningham
- Angelica Page vai Bà Collins
- Greg Wood vai Ông Collins
- M. Night Shyamalan vai Tiến sĩ Hill
- Peter Tambakis vai Darren
- Jeffrey Zubernis vai Bobby

## Sản xuất
David Vogel, chủ tịch của The Walt Disney Studios sau này, đọc kịch bản gốc của Shyamalan và ngay lập tức thích nó. Dù không có sự đồng thuận của công ty, Vogel mua lại kịch bản bộ phim, mặc dù với giá cao 3 triệu đôla kèm theo điều khoản Shyamalan có thể đạo diễn bộ phim. Disney sau đó sa thải Vogel khỏi vị trí của ông tại xưởng phim, Vogel rời công ty một thời gian ngắn sau đó. Disney dường như rất ít tin tưởng vào bộ phim, hãng đã bán quyền sản xuất cho Spyglass Entertainment, trong khi giữ lại quyền phân phối và 12,5% lợi nhuận doanh thu của phim.
Màu đỏ cố tình vắng mặt trong hầu hết bộ phim, nhưng nó lại được sử dụng rõ ràng trong vài cảnh cô lập bởi "bất cứ thứ gì trong thế giới thực đều đã bị ô nhiễm bởi thế giới khác" và "để ghi nhớ những khoảnh khắc và tình huống cảm xúc thực sự bùng nổ". Mặc dù các nhà làm phim rất cẩn thận về những đầu mối tình trạng thực sự của Malcom, máy ghi hình vẫn phóng to mặt anh khi Cole nói, "Tôi thấy người chết". Trong hiệu ứng đặc biệt, các nhà làm phim đề cập ban đầu họ lo ngại rằng hành động này sẽ tiết lộ quá nhiều, nhưng vẫn để nó lại trong phim. Mặc dù là người thuận tay trái, nhưng diễn viên Bruce Willis phải học cách viết bằng tay phải để khán giả không để ý chiếc nhẫn cưới của nhân vật anh đóng đã bị mất.

## Đón nhận

### Doanh thu phòng vé
Giác quan thứ sáu có ngân sách sản xuất khoảng 40 triệu USD (cộng với 25 triệu USD cho áp phích và quảng cáo). Phim thu về 26,6 triệu USD trong tuần đầu ra rạp và có năm tuần đứng quán quân doanh thu phòng vé tại Hoa Kỳ. Phim thu về 293,5 triệu USD tại Hoa Kỳ và 672,8 triệu USD toàn cầu, xếp ở vị trí thứ 35 trong danh sách những bộ phim có doanh thu phòng vé cao nhất tại Hoa Kỳ tính đến tháng 4 năm 2010. Box Office Mojo ước tính Giác quan thứ sáu đã tiêu thụ hơn 57,5 triệu vé tại Hoa Kỳ. Tại Vương quốc Anh, phim được phát hành giới hạn ở chín cụm rạp, ra mắt ở vị trí thứ 8 trước khi leo lên ngôi quán quân tuần kế tiếp với suất chiếu của 430 cụm rạp.

### Đánh giá chuyên môn
Giác quan thứ sáu nhận được nhiều đánh giá tích cực; Osment đặc biệt được khen ngợi bởi tài diễn xuất của mình. Rotten Tomatoes, một trang web tổng hợp đánh giá, tiết lộ rằng 85% trong 148 nhà phê bình khảo sát đã đưa ra một đánh giá tích cực; điểm trung bình là 7.6/10. Sự đồng thuận của trang web viết, "'Giác quan thứ sáu' của M. Night Shayamalan là một câu chuyện ma với tất cả phong cách của tác phẩm Hollywood cổ điển, nhưng tất cả vẫn chứa cảm giác ớn lạnh của một phim kinh dị hiện đại. Metacritic chấm 6.4/10 dựa trên 35 đánh giá.

### Giải thưởng
Giác quan thứ sáu nhận được rất nhiều giải thưởng và đề cử, bao gồm sáu đề cử giải Oscar dành cho các hạng mục: Phim hay nhất, Dựng phim xuất sắc nhất, Đạo diễn xuất sắc nhất, Kịch bản gốc xuất sắc nhất, nam và nữ diễn viên phụ xuất sắc nhất; cùng với đó là bốn đề cử giải BAFTA nhưng không thắng hạng mục nào. Diễn viên Haley Joel Osment ngoài đề cử Oscar còn nhận đề cử cho giải sự lựa chọn của nhà phê bình điện ảnh và giải Quả cầu vàng. Tuy nhiên phim đã thắng cả ba hạng mục đề cử của giải Sự lựa chọn của Công chúng, với nam diễn viên chính Bruce Willis được vinh danh cho vai diễn của mình. Phim còn nhận bốn đề cử giải Sao Thổ, với giải thưởng thuộc về kịch bản (M. Night Shyamalan) và dựng phim (Andrew Mondshein). Nữ diễn viên phụ Toni Collette nhận đề cử Oscar và giải Sao thổ cho vai diễn xuất sắc của cô.